# نقطه نیم‌توان
نقطه نیم‌توان یا پهنای‌باند نیم‌توان نقطه‌ای است که در آن توان خروجی به نیمی از مقدار اوج خود کاهش یافته است. یعنی در سطح تقریباً منهای 3  دسی‌بل در فیلترها، فیلترهای نوری، تقویت‌کننده‌های الکترونیکی، نقطه نیم‌توان یک تعریف متداول برای فرکانس قطع است. 
در توصیف آنتن‌ها، نقطه نیم‌توان به موقعیت اندازه‌گیری به عنوان یک زاویه مربوط می‌شود و جهت‌گیری را توصیف می‌کند . 

## تقویت‌کننده‌ها و فیلترها
این اتفاق می‌افتد هنگامی که ولتاژ خروجی به {\displaystyle 1/{\sqrt {2}}} (0.707 ~) از حداکثر ولتاژ خروجی  کاهش یافته است و توان به نصف کاهش یافته است.  یک تقویت‌کننده میان‌گذر دارای دو نقطه نیم‌توان است، در حالی که یک تقویت‌کننده پایین‌گذر یا یک تقویت‌کننده بالاگذر فقط دارای یکی است. 
پهنای باند یک تقویت‌کننده معمولاً به عنوان تفاوت بین نقاط نیم‌توان پایین‌تر و بالاتر تعریف می‌شود. بنابراین به عنوان پهنای باند 3 دی‌بی نیز شناخته می‌شود. در مورد تقویت‌کننده پایین‌گذر، هیچ نقطه نیم‌توان پایین‌تر وجود ندارد، بنابراین پهنای‌باند نسبت به جریان مستقیم یعنی 0 رادیان بر ثانیه اندازه‌گیری می‌شود. 

## آنتن‌ها
در آنتن‌ها، بیان نقطه نیم‌توان به فرکانس مربوط نمی‌شود: درعوض، میزان فضای پرتو آنتن را توصیف می‌کند. نقطه نیم‌توان زاویه چرخش ترازبندی است که در آن بهره آنتن برای اولین بار به نیم‌توان  (تقریباً -3 دی‌بی) از اوج می‌افتد. زاویه بین نقاط -3 dB به عنوان عرض‌پرتو مشهور است.

## یادداشت
1. ↑  Exact: {\displaystyle 20\log _{10}\left({\tfrac {1}{\sqrt {2}}}\right)\approx -3.0103\,\mathrm {dB} }
2. ↑  Exact: {\displaystyle 10\log _{10}\left({\tfrac {1}{2}}\right)\approx -3.0103\,\mathrm {dB} }